# Cappel (Niedersachsen)
Cappel (Niedersachsen) este o comună din landul Saxonia Inferioară, Germania.
1. ↑  GeoNames